# Hochzeitspolka
Hochzeitspolka ist ein deutsch-polnischer Spielfilm von Lars Jessen, der am 30. September 2010 in den deutschen Kinos anlief. Christian Ulmen spielt die Hauptrolle in der Komödie, deren Handlung in Polen angesiedelt ist. Hochzeitspolka wurde als eine Art Nachfolgefilm zu Maria, ihm schmeckt’s nicht! verstanden, in der Ulmen bereits einen charakterlich ähnlichen Deutschen spielte, der im Ausland, dort in Italien, Hochzeit hält. Beide Filme versuchen, den Zusammenstoß unterschiedlicher Kulturen zum Anlass für komödiantische Verwicklungen, in Zusammenhang mit den vielen Klischees, die die Deutschen von Polen haben, zu nehmen.

## Handlung
Frieder Schulz ist Sänger einer kleinen Band, doch überraschend bietet sich ihm die Möglichkeit als Geschäftsführer in die polnische Provinz zu gehen. Der Vater von Bandmitglied Jonas besitzt dort eine Fabrik. Frieder nimmt den Job an und lebt sich in der neuen Umgebung ein. Drei Jahre später steht er kurz vor der Hochzeit mit der Polin Gosia. Doch am Abend vor dem Hochzeitstag tauchen unerwartet seine alten Freunde aus Deutschland auf, welche Frieder überraschen wollen. Die Hochzeit nimmt ihren Lauf und gerät außer Kontrolle, als seine Freunde merken, dass sie nicht erwünscht sind. Abreisen können sie aber nicht, weil jemand ihren Wagen auf einen Sockel gehievt hat, und sie ihn bei der Bergung demolieren. Auch wissen die Polen noch nicht, dass die Fabrik geschlossen werden soll. Aus Verfolgungsangst klauen die deutschen Besucher ein Auto und verirren sich im Gelände. Am nächsten Tag beruhigen sich die Gemüter, und die Deutschen reisen mit dem Bus ab.

## Kritik
In der Welt erschienen zwei sich widersprechende Rezensionen. Ulrike Mau lehnte den Film ab: „Nicht gerade sensibel nähert sich Regisseur Lars Jessen […] dem Verhältnis von Deutschen und Polen und Männern unter sich. Da werden Wodka-Wurst-Klischees bemüht, bis selbst das letzte Lächeln gefriert. ‚Hochzeitspolka‘ ist ein durchweg destruktiver Film, der dem Zuschauer in den letzten zehn Minuten eine radiale Kehrtwende zumutet“. Einen Tag später folgte die lobende Kritik ihres Kollegen Josef Engels. Er meinte, der auf norddeutsche Provinzmilieus spezialisierte Regisseur bleibe sich in seiner ersten internationalen Produktion treu: „Auch dieses Werk, immerhin die erste gesamtdeutsche Komödie auf polnischem Boden, wird bestimmt von einem sezierendem Blick auf die Provinz, trockenem Humor und der bei deutschen Spaßfilmen eher seltenen Bereitschaft, Konflikte nicht reibungslos aufzulösen.“ Dabei würden die Vorurteile auf beiden Seiten weder beschönigt noch aufgelöst. Vielmehr seien viele deutsch-polnische Klischees „auf amüsante Art“ untergebracht. Ähnlich äußerte sich Susan Vahabzadeh von der Süddeutschen Zeitung: „Aus einer solchen Geschichte kann leicht politisch korrekter Klamauk mit Versöhnungssauce werden, aber die Gefahr hat Jessen sehr schön umschifft.“ Jessen zeige bei der „wilden Fahrt auf dem Klischeekarussell“ das „Talent, ganz liebevoll das Groteske zu inszenieren“.
Jan Brachmann von der Berliner Zeitung betonte die westdeutsche Herkunft von Frieders Kollegen. Was eine Komödie sein wolle, sei eine „fiese Groteske“, „weil es einen Typus ins Schlaglicht zerrt, über den sich zu ärgern viele schon müde geworden sind: den hässlichen Wessi – und zwar in mannigfacher Gestalt. Das ist nämlich der famose Trick dieses Films: Wie kann man den hässlichen Wessi in seiner Dummheit, seiner geistigen Verfettung, seiner Arroganz und Ignoranz zeigen, ohne wieder innerdeutsche Empörung oder gelangweiltes Abwinken hervorzurufen?“ Indem man Ossis durch Polen ersetze, die nun erlitten, was Ostdeutsche in den letzten zwanzig Jahren mit Wessis erlebt hätten.
Andere Kritikerinnen vermissten Humor. Tagesspiegel-Rezensentin Kerstin Decker stellte eine „irritierende Abwesenheit von Komik“ fest. „Nicht leicht zu benennen, woran diese Nicht-Komödie scheitert. Denn grob, deftig, auch klischeehaft dürfen Komödien durchaus sein, man muss all das Verquere nur wieder auffangen. Am besten mit Aberwitz. Und den hat Jessen nicht.“ In der taz fand Barbara Schweizerhof den Film gründlich recherchiert und benannte den „Konstruktionsfehler dieser Komödie: In all ihren prägnanten kleinen Szenen und präzisen Beobachtungen wächst sie weit über das Niveau des Polenwitzes hinaus, reizt aber leider auch entsprechend weniger zum Lachen. Das hölzerne Spiel der deutschen Darsteller, ausgenommen Christian Ulmen, tut ein Übriges“.
Mehrfach bemängelt wurde das Drehbuch, die „holprig zurechtgestückelte Story“, die „holprige Geschichte“, in der nur der Anfang und der Schluss gelungen seien. Die Konflikte würden „viel zu dick aufgetragen“, die Szenen über das Dorfleben böten zwar bestechende Situationskomik, doch die Pointen um Frieders Eltern kämen „allzu gestrig“ daher. Gut abgeschnitten hat Christian Ulmen. Er sei in der Lage, „alle Nuancen von Scheu, Überforderung und Verlegenheit“ zu spielen und passe zur Rolle, spiele eine seiner besten Rollen, befinde sich in diesem Film aber „auf verlorenem Posten“.

## Hintergrund
Der Tanz Polka entstammt der tschechischen Musiktradition, nicht der polnischen. Für den Abspann des Films spielte die Musikgruppe Die Toten Hosen das Lied Eisgekühlter Bommerlunder in polnischer Sprache  (Zamrożona Wyborowa) ein.

### Gespräch
- Mit Christian Ulmen in Amicella: „Hochzeiten sind ja im Grunde für nichts anderes gemacht als peinliche Momente“

### Kritikenspiegel
Positiv
- Süddeutsche Zeitung, 30. September 2010, von Susan Vahabzadeh: Im Klischeekarussell.
- Die Welt, 29. September 2010, zweite Kritik von Josef Engels: Christian Ulmen heiratet in der Provinz von Polen

Gemischt
- epd Film, Nr. 10/2010, S. 50, von Birgit Roschy: Hochzeitspolka
- Die tageszeitung, 30. September 2010, von Barbara Schweizerhof: Hochzeitspolka

Eher negativ
- Cinema, Nr. 10/2010, S. 55, von Ralf Blau: Hochzeitspolka
- Der Tagesspiegel, 29. September 2010, von Kerstin Decker: Der Scherz des Lebens

Negativ
- Die Welt, 28. September 2010, erste Kritik von Ulrike Mau: Hochzeitspolka